# ユータ松尾
ユータ松尾（ユータまつお、1989年9月9日 - ）は、日本の元プロボクサー。青森県出身。ワールドスポーツボクシングジム所属。かつては国際ボクシングスポーツジムに所属していた。

## 人物
ボクシングははじめの一歩を読んで小学5年生から始めた。
青森商業高校、東洋大学を経て国際ボクシングスポーツジムに入門。

## 来歴
2012年8月13日に後楽園ホールにて本名の松尾雄太で及川太郎とフライ級4回戦を戦い、3回2分59秒TKO勝ちでデビュー戦を白星で飾ったが、2013年11月1日に後楽園ホールで行われた「第1回DANGANスペシャルA級トーナメント準決勝」にて鈴木武蔵とフライ級6回戦を行い、6回0-3（57-58、56-59、55-60）の判定負けでプロ初黒星を喫した。
その後2014年12月18日に後楽園ホールで行われた「DANGAN118」にて日本フライ級10位の堀陽太とフライ級8回戦を行い、8回3-0（77-74、78-74、78-73）の判定勝ちを収めた。
この勝利でJBCの発表した最新ランキングで初めてフライ級日本ランク入りを果たす。
また2016年10月の試合からリングネームをユータ松尾に代えて、2017年1月にはワールドスポーツボクシングジムへ移籍。同年2月28日に後楽園ホールで日本フライ級2位の黒田雅之と日本フライ級暫定王座決定戦を行い、10回（94-96、94-97、93-97）判定負けで日本王座獲得に失敗した。
そして2018年10月12日に後楽園ホールで開催された「日本タイトル最強挑戦者決定戦」にてレイ・オライスとスーパーフライ級8回戦を戦い、5回1分15秒KO勝ちを収めて日本タイトルへの挑戦権を獲得した。
2019年4月21日、大阪府立体育会館第2競技場で日本スーパーフライ級王者の奥本貴之日本スーパーフライ級タイトルマッチを行い、10回0-2（93-97、94-96、95-95）で判定負けを喫し、王座獲得とはならなかった。
2019年12月22日、再起戦が日本スーパーフライ級王座挑戦者決定戦となり、大阪府立体育会館第二競技場で日本同級1位の久高寛之と対戦し、10回1-1（76-76、76-75、75-76）で引き分けとなるも、優勢点で松尾が上回り、挑戦権を獲得した。
2020年7月22日、後楽園ホールで日本スーパーフライ級王者の中川健太に挑戦するも、9回1分55秒に両選手の傷が原因で試合が終わり、9回1分55秒0-3（84-88×2、83-88）で判定負けを喫し、王座獲得に失敗した。

## 獲得タイトル
- 2018年度日本スーパーフライ級最強挑戦者

## 戦績
- アマチュアボクシング - 65戦40勝25敗
- プロボクシング - 22戦15勝5敗2分（8KO）

| 戦           | 日付           | 勝敗 | 時間    | 内容        | 対戦相手                                       | 国籍       | 備考                                                          |
| ------------ | -------------- | ---- | ------- | ----------- | ---------------------------------------------- | ---------- | ------------------------------------------------------------- |
| 1            | 2012年8月13日  | 勝利 | 3R 2:59 | TKO         | 及川太郎（八王子中屋）                         | 日本       | プロデビュー戦                                                |
| 2            | 2012年11月29日 | 勝利 | 1R 0:41 | TKO         | ウィルサルットレック・コラートスポーツスクール | タイ       |                                                               |
| 3            | 2013年3月27日  | 勝利 | 2R 0:37 | TKO         | クンポンレックス・ウォーウィッタヤ             | タイ       |                                                               |
| 4            | 2013年5月21日  | 勝利 | 5R      | 判定3-0     | 佐藤拓茂（石神井スポーツ）                     | 日本       |                                                               |
| 5            | 2013年8月7日   | 勝利 | 5R      | 判定2-1     | 及川太郎（八王子中屋）                         | 日本       | 2013年度B級トーナメント決勝                                   |
| 6            | 2013年11月1日  | 敗北 | 6R      | 判定0-3     | 鈴木武蔵（帝拳）                               | 日本       | A級トーナメント                                               |
| 7            | 2014年5月28日  | 引分 | 8R      | 判定1-1     | 殿村雅史 (角海老宝石）                         | 日本       |                                                               |
| 8            | 2014年8月4日   | 勝利 | 4R 2:25 | KO          | 石川雄策（角海老宝石）                         | 日本       |                                                               |
| 9            | 2014年12月18日 | 勝利 | 8R      | 判定3-0     | 堀陽太（横浜光）                               | 日本       |                                                               |
| 10           | 2015年5月10日  | 敗北 | 8R      | 判定1-2     | アーデン・ディアレ                             | フィリピン |                                                               |
| 11           | 2015年8月10日  | 勝利 | 5R 2:30 | TKO         | 新井雄大（渡嘉敷）                             | 日本       |                                                               |
| 12           | 2015年12月5日  | 勝利 | 8R      | 判定3-0     | 堀陽太（横浜光）                               | 日本       |                                                               |
| 13           | 2016年2月11日  | 勝利 | 8R      | 判定2-1     | 藤北誠也（三迫）                               | 日本       |                                                               |
| 14           | 2016年6月9日   | 勝利 | 2R 2:05 | TKO         | 渡邉秀行（郡山）                               | 日本       |                                                               |
| 15           | 2016年10月25日 | 勝利 | 8R      | 判定3-0     | 大保龍斗（横浜さくら）                         | 日本       |                                                               |
| 16           | 2017年2月28日  | 敗北 | 10R     | 判定0-3     | 黒田雅之（川崎新田）                           | 日本       | 日本フライ級暫定王座決定戦                                    |
| 17           | 2017年11月10日 | 勝利 | 2R 1:59 | TKO         | 中根一斗（レイスポーツ）                       | 日本       |                                                               |
| 18           | 2018年4月26日  | 勝利 | 8R      | 判定2-1     | 福永亮次（宮田）                               | 日本       |                                                               |
| 19           | 2018年10月12日 | 勝利 | 5R 1:15 | KO          | レイ・オライス（FLARE山上）                    | フィリピン | 2018年度日本スーパーフライ級最強挑戦者決定戦                  |
| 20           | 2019年4月21日  | 敗北 | 10R     | 判定0-2     | 奥本貴之（グリーンツダ）                       | 日本       | 日本スーパーフライ級タイトルマッチ                            |
| 21           | 2019年12月22日 | 引分 | 10R     | 判定1-1     | 久高寛之（仲里）                               | 日本       | 日本スーパーフライ級王座挑戦者決定戦/優勢点で松尾が挑戦権獲得 |
| 22           | 2020年7月22日  | 敗北 | 9R 1:55 | 負傷判定0-3 | 中川健太（三迫）                               | 日本       | 日本スーパーフライ級タイトルマッチ                            |
| テンプレート |                |      |         |             |                                                |            |                                                               |